# Fort des Adelphes

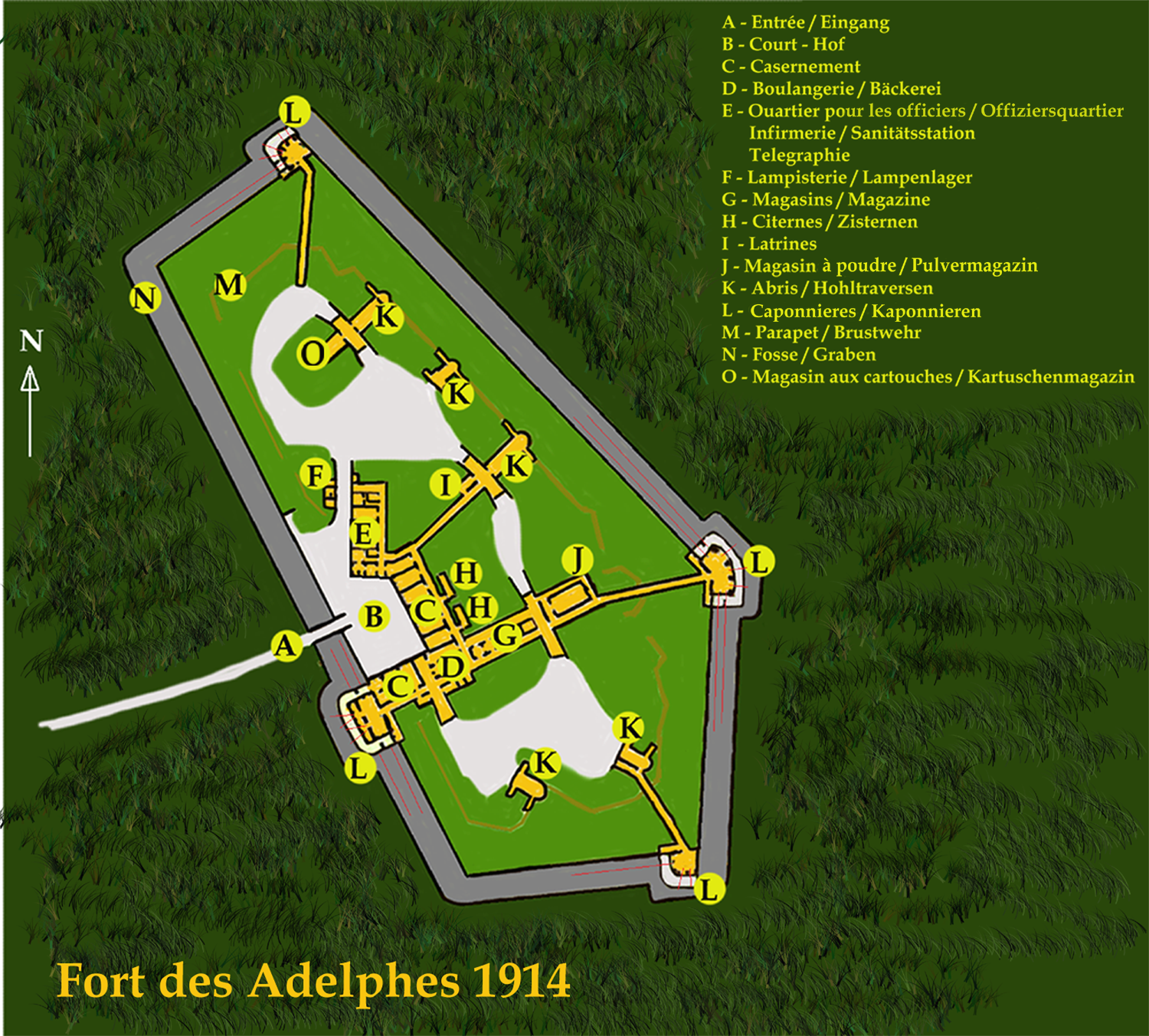
Fort des Adelphes 1914

Das Fort des Adelphes, kurzzeitig auch Fort Richepanse genannt, war Teil der Gürtelfestung Fester Platz Épinal. Aufgabe war die Überwachung der Straße von Saint-Dié-des-Vosges und des östlichen Bereichs des Festen Platzes Épinal, außerdem die Verteidigung des Raumes zwischen dem Fort de Razimont und der Ouvrage de Deyvillers.

## Benennung
Ursprünglich trug es den Namen Fort des Adelphes, bis per Präsidialdekret vom 21. Januar 1887 der Kriegsminister Général Georges Boulanger umsetzte, dass alle Forts, befestigten Artillerieanlagen und Kasernen des Système Séré de Rivières die Namen von ehemaligen Militärkommandanten zu tragen hätten, weswegen das Fort dann den Namen Fort de Richepanse nach dem Général Antoine Richepanse erhielt. Am 13. Oktober 1887 wurde das vom Nachfolger Boulangers, Théophile Ferron, mit der Note Nr. 14980 vom gleichen Datum rückgängig gemacht, und das Fort erhielt seinen ursprünglichen Namen zurück.

## Das Bauwerk
Es liegt im Bois de Molière in einer Höhe von 319 Metern über dem Meeresspiegel. Die Front zeigt nach Nordosten. Die einzelnen Geschützstände waren durch fünf Hohltraversen getrennt, um die Krone des Walls lief eine Brustwehr zur Infanterieverteidigung. Das Fort verfügt nicht über ein Torgebäude, die Zugbrücke führte zwischen zwei Torpfeilern mit einem Gittertor in einen kleinen Zwinger, der wiederum mit einem Stahltor verschlossen werden konnte, direkt in den Hof. Die Grabenkaponnieren waren jeweils selbst noch von einem kleinen Graben umgeben. Die Abmessungen des Forts betragen 180 × 100 Meter.
In der Nähe wurde ab 1888 zur Unterstützung die „Ouvrage d’infanterie des Adelphes“ angelegt.

### Baudaten und Kosten
- Bauzeit: 1883 bis 1885
- Baukosten: 1.200.000 Goldfrancs

### Geplante Modernisierungen
Planung 1890
- Bau einer betonierten Bunkerkaserne mit 160 Plätzen und einem Kriegseingang[2]
- Ersatz der drei Kaponnieren durch zwei Einzel- und einen doppelten Kehlkoffer (wurde wieder verworfen)
- Verstärkung der Decke des Pulvermagazins und eines Teils der Friedenskaserne

Planung 1900
- Verstärkung der Zisterne, der Verbindungsgänge sowie des Haupteingangs
- Vergrößerung der Bunkerkaserne um 80 Plätze
- Ersatz der drei Kaponnieren durch zwei Einzel- und einen doppelten Kehlkoffer
- Anlegen von Stacheldrahtverhauen um das Fort und Errichtung eines eisernen Palisadenzauns auf der Contreescarpenmauer
- Bau von zwei Casemates de Bourges und einer Panzer-Beobachtungs- und Feuerleitkuppel (Observatoire cuirassé). Installation einer Tourelle de 75 mm R modèle 1905.
- Veranschlagte Kosten: 999.000 Goldfrancs

Planung 1908
- Einbau eines gepanzerten Doppel-Maschinengewehrturms GF 4

Planung 1913
- Bau einer externen Panzerbatterie mit zwei Geschützpanzertürmen Tourelle Galopin de 155 mm R modèle 1907. (Die Ausführung der Arbeiten war für 1914/1915 vorgesehen.)

### Durchgeführte Modernisierungen
1892 bis 1895
- Bau einer Bunkerkaserne mit 150 Plätzen und Kriegseingang

1890 bis 1900
- Anschluss des Forts an das Netz der Schmalspureisenbahn (Spurweite 600 mm). Bau von Schmalspurgleisen im Fort zum Transport der Munition zu den Geschützplattformen.

1900 bis 1905
- Bau von Drahtverhauen auf dem Glacis und eines eisernen Palisadenzauns auf der Mauerkrone der Kaponnieren und im Eingangsbereich

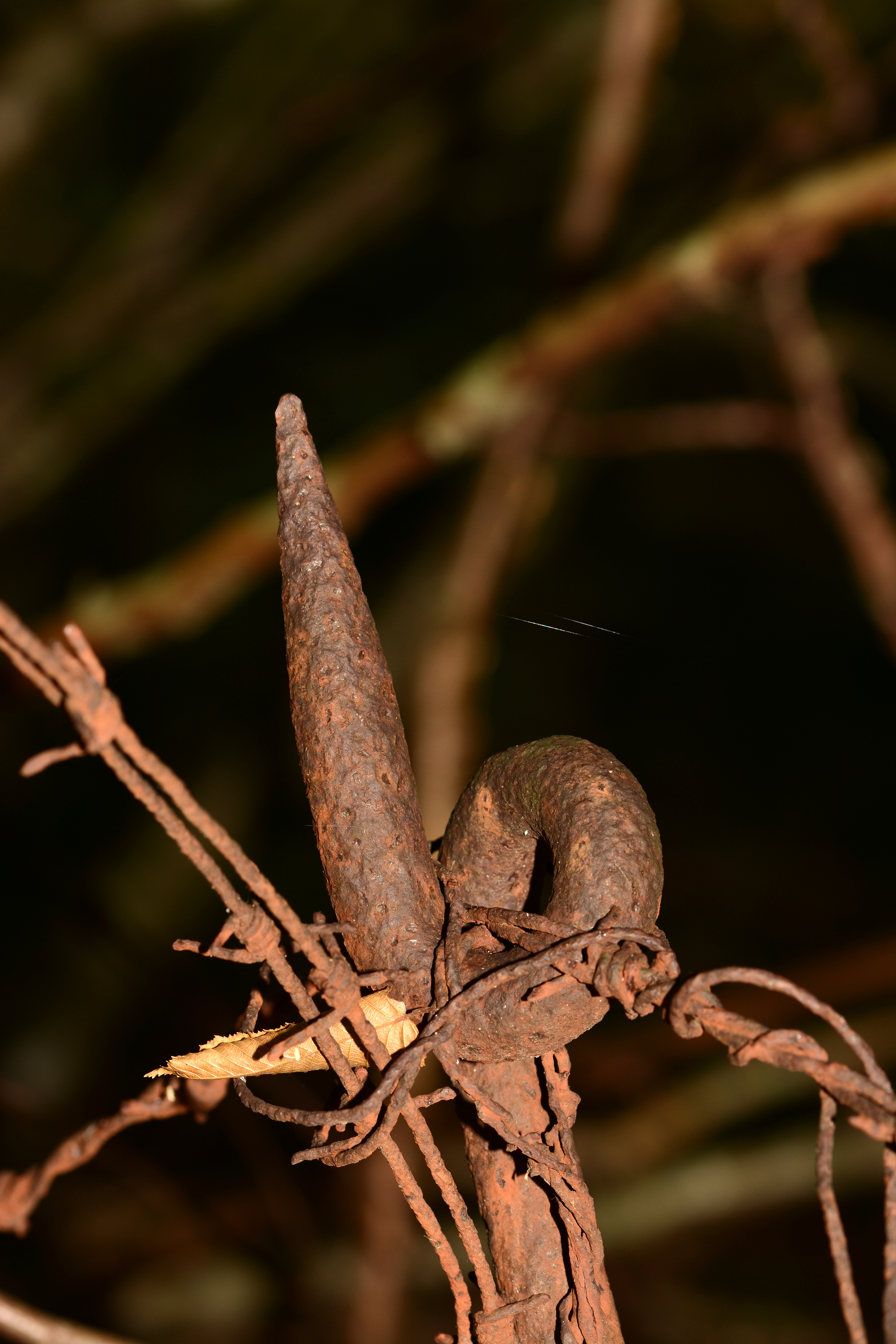
Schweineschwanzpfähle (Queues de cochon) des Drahtverhaus
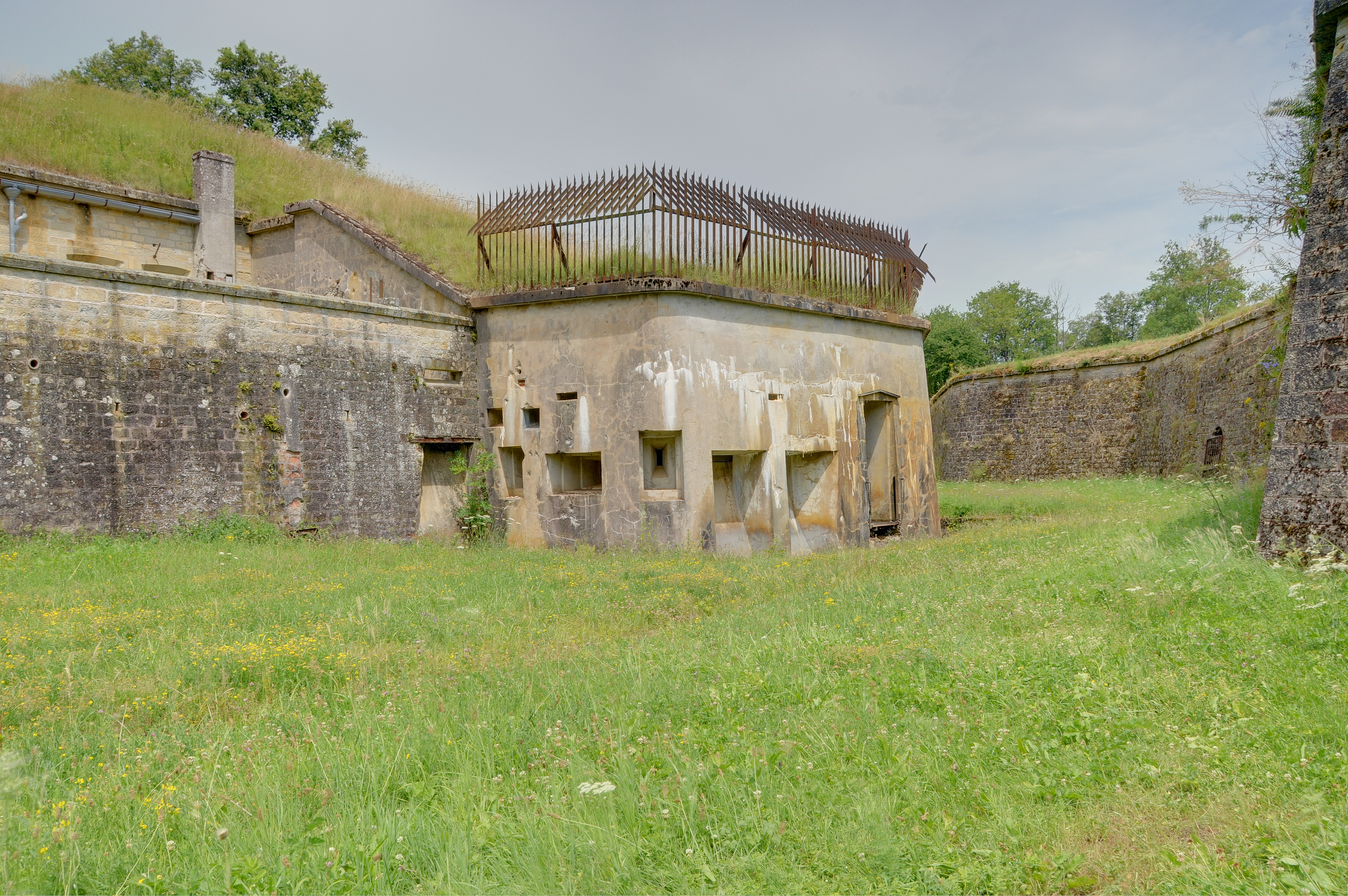
Palisadenzaun auf der Kaponniere (hier Fort d’Uxegney)

1907 bis 1908
- Ersatz der Festungsgeschütze auf den Wällen durch Feldgeschütze

1907 bis 1908
- Installierung von zwei Panzer-Beobachtungs- und Feuerleitkuppeln (Observatoire cuirassé) und eines Geschützpanzerturms Tourelle de 75 mm R modèle 1905 (einsatzbereit am 7. Mai 1909)

1907 bis 1910
- Bau einer zweiten betonierten Kaserne und einer Casemate de Bourges für den Zwischenraum nach der Ouvrage de Deyvillers

1907 bis 1914
- Ersatz von zwei Einzel- und einer Doppelgrabenkaponniere durch Grabenstreichen in der Contreescarpenmauer
- Verstärkung der Wandung der Kehlkaponniere durch Beton

1909 bis 1910
- Einbau von einer dritten Panzer-Beobachtungs- und Feuerleitkuppel und einem gepanzerten Maschinengewehrturm Tourelle de mitrailleuse type GF 4 für zwei Gewehre Hotchkiss M1914. (Dieser war am 20. April 1910 einsatzbereit.)

1910
- Installation von sechs Azetylenscheinwerfern zur Ausleuchtung des Grabens

1911 bis 1912
- Bau einer terrassenförmigen Infanteriestellung

1913 bis 1915
- Bau eines Elektrizitätswerkes, bestehend aus drei Generatoren, die von Petroleummotoren angetrieben wurden. Jeder der Generatoren der Firma Aster leistete 12 Kilowatt. Die Spannung lag bei 110 Volt. Gespeist wurden 184 Lampen zu je 16 cd in den Kasernen und Gängen sowie 100 Lampen zu je 10 cd in den Kampfständen und in den beweglichen Teilen der Türme. Weiterhin waren vier Frischluftgebläse sowie je eine elektrische Absaugvorrichtung für die Latrine, die Kaserne und das Elektrizitätswerk vorhanden. Zwei Kreiselpumpen für den Brunnen und die Zisterne und drei Kreiselpumpen für die Wasserversorgung der Grabenwehren wurden ebenfalls elektrisch angetrieben.

1914 bis 1915
- Anschluss des Forts an das zivile Stromnetz

## Bewaffnung

### 1885
| Auf den Wällen | Unter Panzerschutz | Grabenwehren                                                      | Externe Batterie |
| --- | ------------------ | ----------------------------------------------------------------- | ---------------- |
| 5 × Canon de 155 mm L modèle 1877 3 × Canon de 120 mm L modèle 1878 1 × Canon Lahitolle de 95 mm 1 × Mortier lisse de 22 | keine              | 6 × Canon à balle (Kartätschgeschütze) 6 × Canon de 5 modèle 1858 | keine            |
| Gesamt: 22 |                    |                                                                   |                  |

### 1906
| Auf den Wällen | Unter Panzerschutz | Grabenwehren                                                    | Externe Batterie |
| --- | ------------------ | --------------------------------------------------------------- | ---------------- |
| 4 × Canon Lahitolle de 95 mm 4 × Canon de 120 mm L modèle 1878 6 × Canon de 90 mm modèle 1877 2 × Canon à balle (Kartätschgeschütze) 4 × Mortier de 22 | keine              | 6 × Canon revolver de 40 mm modèle 1879 6 × Canon 12 de culasse | keine            |
| Gesamt: 26 |                    |                                                                 |                  |

### 1908
| Auf den Wällen                                | Unter Panzerschutz | Grabenwehren                               | Externe Batterie |
| --------------------------------------------- | ------------------ | ------------------------------------------ | ---------------- |
| 6 × Canon de 80 modèle 1877 4 × Mortier de 22 | keine              | 6 × Canon revolver 6 × Canon 12 de culasse | keine            |
| Gesamt: 22                                    |                    |                                            |                  |

### 1912
| Auf den Wällen                                | Unter Panzerschutz                                                    | Grabenwehren                               | Externe Batterie |
| --------------------------------------------- | --------------------------------------------------------------------- | ------------------------------------------ | ---------------- |
| 6 × Canon de 80 modèle 1877 4 × Mortier de 22 | 1 × Tourelle de 75 1 × Tourelle mitrailleuse GF 4 1 × Tourelle de 155 | 6 × Canon revolver 6 × Canon 12 de culasse | keine            |
| Gesamt: 28                                    |                                                                       |                                            |                  |

## Ausstattung 1914

### Ursprüngliche Ausstattung
- eine betonierte Bunkerkaserne mit 304 Sitzplätzen und 325 Schlafplätzen
- eine gemauerte Friedenskaserne mit 306 Schlafplätzen
- ein Pulvermagazin mit einem Fassungsvermögen von 50 Tonnen
- mehrere Kartuschenmagazine im verbunkerten Teil
- eine Küche mit 2 bis 3 Kochkesseln der Firma François Vaillant und einem Ofen
- eine Bäckerei mit einem Backofen zu 200 Brotportionen täglich
- 2 Brunnen und 4 Zisternen mit einem Fassungsvermögen von zusammen 247 m³

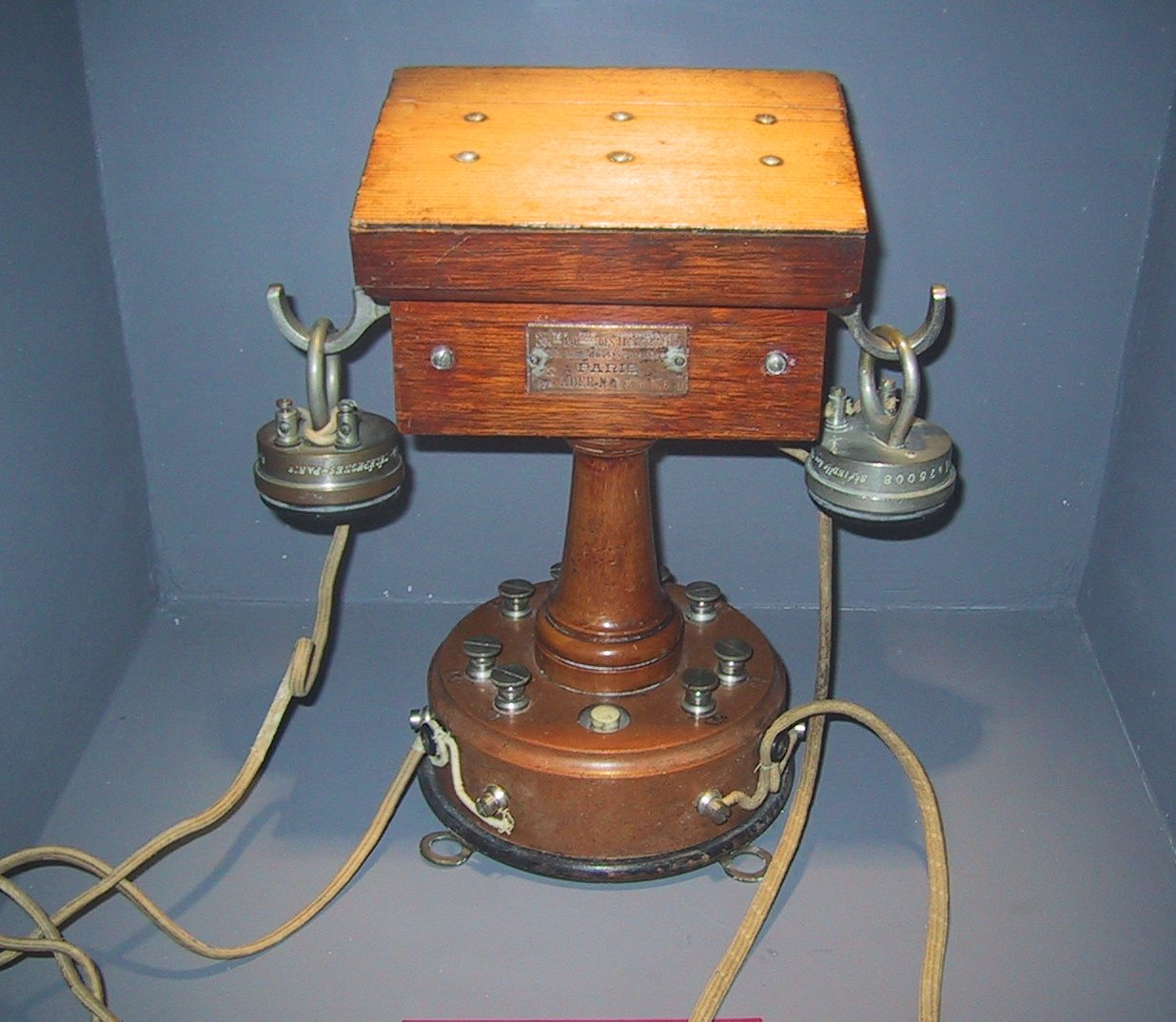
Ader-Telefon

- 1 Zugbrücke

### Kommunikation
- Eine optische Signalstation war nicht vorhanden
- Es bestand telegraphische Verbindung mit dem Fort de Razimont
- Es bestand telefonische Verbindung mit der Kommandozentrale in Épinal (Telefone System Clément Ader)

### Beleuchtung
- Elektrische und Petroleumlampen im Inneren, elektrische und Kerzenlampen in den Türmen, Azetylenlampen in den Grabenwehren

## Erster Weltkrieg

### Besatzung
- Die vorgesehene Kriegsbesatzung bestand aus:

Infanterie: 2 Offiziere und 125 Mann des 170e régiment d’infanterie (170e RI), 4 Offiziere und 250 Mann des „43e régiment d’infanterie territoriale“ (43e RIT)
Artillerie: 1 Offizier und 350 Mann des „8e régiment d’artillerie à pied“ (8e RAP)
Pioniere: 11 Mann des „11e régiment du Genie“ (11e RG) und 2 Telegraphisten
Gesamt: 7 Offiziere und 519 Mann
- Die tatsächliche Kriegsbesatzung bestand 1914 aus:

Infanterie: 1 Offizier und 114 Mann des „170e RI“, 1 Offizier und 124 Mann des „43e RIT“
Artillerie: 1 Offizier und 119 Mann des „8e RAP“, dazu ein Mann Artilleriewache
Pioniere: 3 Telegraphisten
Gesamt: 2 Offiziere und 362 Mann

### Bewaffnung
Die Artilleriebestückung bei Kriegsbeginn
- auf den Wällen:

6 Feldgeschütze „Canon de 80“ mit je 600 Granaten
4 Mörser „Mortier de 22“ mit 300 Granaten
2 Maschinengewehrgruppen mit je einem Maschinengewehr St. Étienne M1907 und je 47.200 Patronen (dazu ein Ersatzgewehr)
- 1 Casemate de Bourges mit zwei Canons de 75 mm modèle 1897 und je 500 Granaten (dazu ein Ersatzrohr)
- 1 versenkbarer Panzerturm „Tourelle de 75 mm R modèle 1905“ mit zwei Geschützen und je 2000 Granaten (dazu ein Ersatzrohr)

Feuerleitung über eine Panzer-Beobachtungs- und Feuerleitkuppel
- 1 versenkbarer, gepanzerter Maschinengewehrturm „Tourelle de mitrailleuse type GF 4“ mit zwei Gewehren „Hotchkiss M1914“ zu je 75.600 Patronen (dazu ein Ersatzgewehr)

Feuerleitung über zwei Panzer-Beobachtungs- und Feuerleitkuppeln
dazu eine gepanzerte Beobachtungskuppel auf dem Wall
- Graben

2 Einzelgrabenwehren mit je einer Revolverkanone mit 1800 Granaten und je einer „Canon 12 de culasse“ mit je 150 Granaten
1 Doppelgrabenwehr mit zwei Revolverkanonen mit je 1800 Granaten und zwei „Canons de 12 culasse“ mit je 180 Granaten
1 Doppelkaponniere in der Kehle mit zwei Revolverkanonen mit je 1800 Granaten und zwei „Canons de 12 culasse“ mit je 180 Granaten
Bestückung Ende 1915
4 × Mörser „Mortier de 22“
1 × versenkbarer Panzerturm „Tourelle de 75 mm R modèle 1905“ mit zwei Geschützen (ohne Munition)
Der gepanzerte Maschinengewehrturm „Tourelle de mitrailleuse type GF 4“ war ohne Gewehre, die Casemate de Bourges ohne Geschütze.
Die Grabenwehren waren noch bestückt, aber ohne Munition.
Bestückung Ende 1917
Die Erkenntnisse aus der Schlacht um Verdun führten dazu, dass das Fort wieder besetzt und in den Verteidigungszustand versetzt wurde.
1 × versenkbarer Panzerturm „Tourelle de 75 mm R modèle 1905“ mit zwei Geschützen und je 4000 Granaten
4 × Maschinengewehr „Hotchkiss M1914“ mit insgesamt 736.800 Patronen
2 × Canon de 75 mm modèle 1897 in der Casemate de Bourges mit je 2000 Granaten

### Externe Anlagen
- „Batterie d’artillerie M8 des Adelphes“, betonierte Geschützstellung Typ 1907. Bestückung: vier Canons de 155 L. Erbaut 1907 bis 1908.
- „Batterie d’artillerie M9 des Adelphes“, 1914 noch nicht fertiggestellt
- „Batterie d’artillerie M10 bis“[7] des Adelphes, betonierte Geschützstellung Typ 1907. Bestückung: vier Canons Lahitolle de 95 mm. Erbaut 1911 bis 1912.
- „Ouvrage d’infanterie des Adelphes“, terrassenförmiger Infanteriestützpunkt mit Bunker-Schutzraum. 220 Sitzplätze und 48 Schlafplätze. Erbaut 1888, modernisiert 1899 bis 1900. Verstärkung des Schutzraums 1911 bis 1912.

## Zweiter Weltkrieg
Das Fort feuerte nur an einem Tag und ergab sich am 20. Juni 1940 den Deutschen. Diese stellten dann hier Geschütze auf, die ohne viel Nachdruck auf das Fort de Longchamp und das Fort de Dogneville schossen. Im Jahre 1943 wurden durch die Organisation Todt alle Stahlteile entfernt und der Verschrottung zugeführt.

## Heutiger Zustand
Das Fort des Adelphes war ständig in militärischem Besitz, daher vor Verfall und Vandalismus geschützt. Es befindet sich in einem relativ guten Zustand. Die Zugbrücke ist verschwunden und wurde durch einen Damm ersetzt. Ebenso wurden die beiden Stücke der Zwingermauern abgetragen. Im freien Raum zwischen dem Offiziersquartier der Friedenskaserne und dem Kartuschenmagazin wurde ein modernes Unterkunftsgebäude errichtet. Von 1990 bis 2014 unterstand das Fort dem Luftwaffenstützpunkt „Base aérienne 133 Nancy-Ochey ‚Henry Jeandet‘“, hier war die „Escadron Elektronische Kampfführung der Luftwaffe“ (Escadron de guerre électronique de l’armée de l’Air) bis zu deren Auflösung untergebracht. Seit 2018 wird das Fort vom 1er régiment de tireilleurs in Épinal zu Ausbildungszwecken genutzt. Ein Zutritt ist nicht möglich.
Koordinaten: 48° 11′ 17″ N, 6° 29′ 48″ O